# Spoorlijn Kristianstad - Helsingborg
De spoorlijn Kristianstad - Helsingborg ook wel Zweeds: Skånebanan genoemd is een spoorlijn tussen de Zweedse steden Kristianstad en Helsingborg, in de provincie Skåne län.

## Geschiedenis
Het traject tussen Hässleholm en Kristianstad werd door de Christianstad-Hessleholms Jernväg (CHJ) in juli 1865 geopend door de Zweedse en Deense koning.
Het traject tussen Hässleholm en Helsingborg werd door de Hässleholm-Helsingborg Jernväg (HHJ) in 1865 geopend.

## Treindiensten

### Blekinge kustbana
De Statens Järnvägar (SJ) verzorgde in opdracht van Blekinge kustbana (BKB) het personenvervoer op dit traject met en stop treinen.
De treindienst werd van juni 1994 tot 17 juni 2007 uitgevoerd met treinstellen van het type: Zweeds: Y 2, Deens: MF
- 91: Karldkrona C - Kristianstad C - Vinslöv - Hässleholm C - Tyringe - Perstorp - Klippan - Åstorp - Bjuw - Mörarp - Päarp - Ramlösa - Helsingborg C

De treindienst werd van juni 1995 tot 14 juni 1999 uitgevoerd met treinstellen van het type: Zweeds: Y 2, Deens: MF
- D trein: København H - Helsingør - veerboot Helsingør -Hässleholm - Hässleholm C - Hässleholm C

### SJ
Het samenwerking van Statens Järnvägar en DSB verzorgde vanaf het begin op 1 juli 2000 tot 11 januari 2009 het personenvervoer op dit traject met Ø-tag sneltreinen.
Van juni 2000 tot 11 januari 2009:
De treindienst werd uitgevoerd met treinstellen van het type Littera, Zweedse type: X31 / Deense type: ET
- 90: Karlskrona - Malmö C - København H
- 95: Kalmar C - Alvesta - Malmö C - København H

De Statens Järnvägar verzorgde tussen juni 2004 en 17 juni 2007 het personenvervoer op dit traject met Pendeltåg stoptreinen.
De treindienst werd uitgevoerd met treinstellen van het type: Zweeds: Y 2, Deens: MF
- 91: Kristianstad C - Vinslöv - Hässleholm C - Tyringe - Perstorp - Klippan - Åstorp - Bjuw - Mörarp - Päarp - Ramlösa - Helsingborg C

### Arriva
De Arriva verzorgt tussen 17 juni 2007 en 15 juni 2016 in opdracht van Skånetrafiken het personenvervoer op dit traject met Pendeltåg stoptreinen. De treindienst werd uitgevoerd met treinstellen van het type X 51. Vanaf 2009 worden deze treinstellen vervangen door treinstellen van het type Coradia Nordic X 61.
- 91: Kristianstad C - Vinslöv - Hässleholm C - Tyringe - Perstorp - Klippan - Åstorp - Bjuw - Mörarp - Päarp - Ramlösa - Helsingborg C

### DSBFirst
De DSBFirst verzorgt het personenvervoer op dit traject met Ø-tag sneltreinen.
De treindienst wordt uitgevoerd met treinstellen van het type Littera, Zweedse type: X31 / Deense type: ET
Sinds 11 januari 2009 tot 2015:
- 90: Karlskrona C - Kristianstad C - Hassleholm C - Lund C - Malmö C - København H
- 95: Kalmar - Alvesta - Lund C - Malmö C - Luchthaven Kastrup - København H

## Aansluitingen
In de volgende plaatsen was of is er een aansluiting van de volgende spoorwegmaatschappijen:

### Kristianstad
- Blekinge kustbanan spoorlijn tussen Kristianstad en Kristianstad

### Hässleholm
- Södra stambanan spoorlijn tussen Falköping C en Malmö C
- Markarydsbanan spoorlijn tussen Halmstad en Hässleholm
- spoorlijn Hässleholm - Kristianstad spoorlijn tussen Hässleholm en Kristianstad

### Helsingborg
In Helsingborg waren tot 1991 de twee stations: Helsingborg C en Helsingborg F.
- Het station Helsingborg C werd voornamelijk gebruikt door lokale passagierstreinen uit Malmö.
- Het station Helsingborg F (Färjestationen) was het beginpunt voor de trein naar Stockholm en Göteborg en per veerboot konden de rijtuigen over gezet worden naar Helsingør om verder over de Kustspoorlijn naar Kopenhagen en Hamburg te worden vervoerd.

In 1991 verbeterde de ingewikkelde situatie door de ingebruikname van het nieuwe station Helsingborg C gelegen in een citytunnel. Hierdoor rijden de meeste treinen van de Västkustbanan nu over het station Helsingborg C.
Door de aanleg van een nieuw traject tussen Kävlinge en Helsingborg werd het mogelijk om het station Landskrona in het traject van de Västkustbanan op te nemen. Dit traject werd in 2001 geopend.
- Västkustbanan spoorlijn tussen Göteborg C en Lund C - (Malmö C)
- Skåne - Hallands Järnväg (SHJ) spoorlijn tussen Helsingborg en Kattarp en Halmstad 92 km
- Landskrona & Helsingborgs Järnvägar (L&HJ) 1865 Rååbanan, spoorlijn tussen Eslöv en Ramlösa over Teckomatorp

## Genationaliseerd
De Christianstad-Hessleholms Jernväg (CHJ) werd op in 1896 door de staat genationaliseerd en de bedrijfsvoering over gedragen aan de SJ.
De Hässleholm-Helsingborg Jernväg (HHJ) werd op in 1940 door de staat genationaliseerd en de bedrijfsvoering over gedragen aan de SJ.

## ATC
Het traject werd voorzien van het zogenaamde Automatische Tågkontroll (ATC).

## Elektrische tractie
Het traject tussen Kristianstad en Hässleholm werd in 1955 en het traject tussen Hässleholm en Helsingborg werd in 1943 geëlektrificeerd met een spanning van 15.000 volt 16 2/3 Hz wisselstroom.

## Afbeeldingen

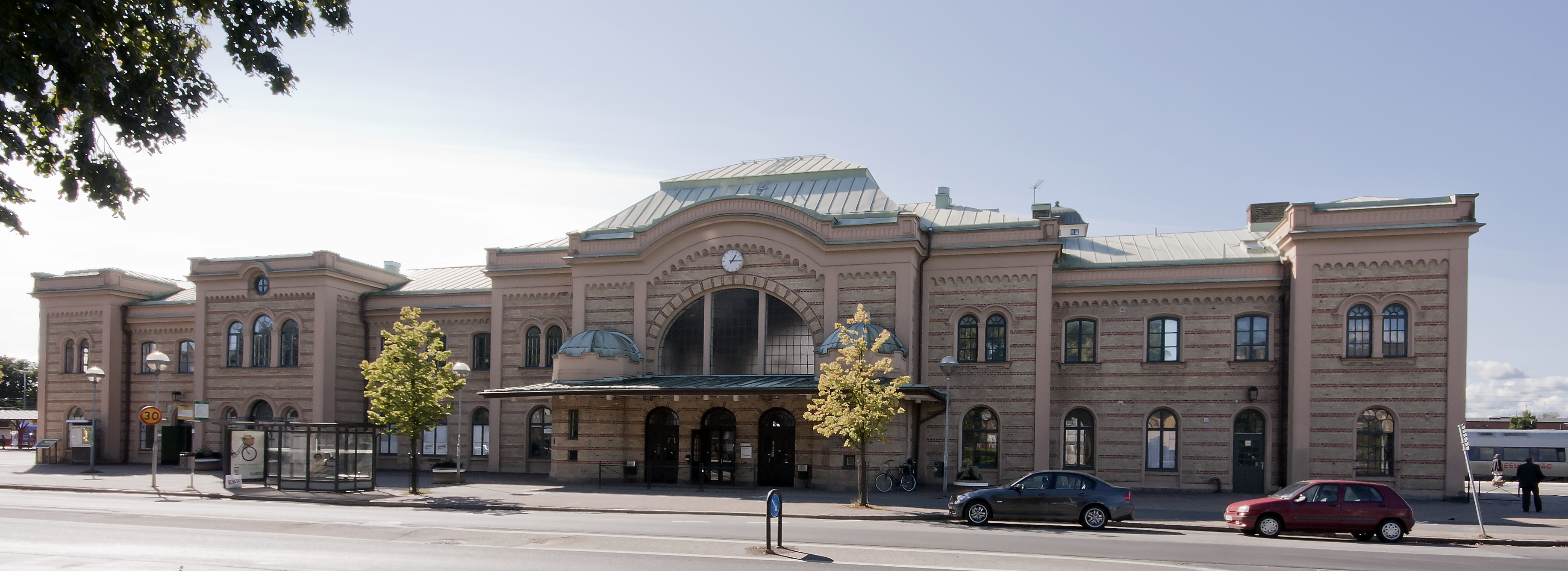
Station Kristianstad
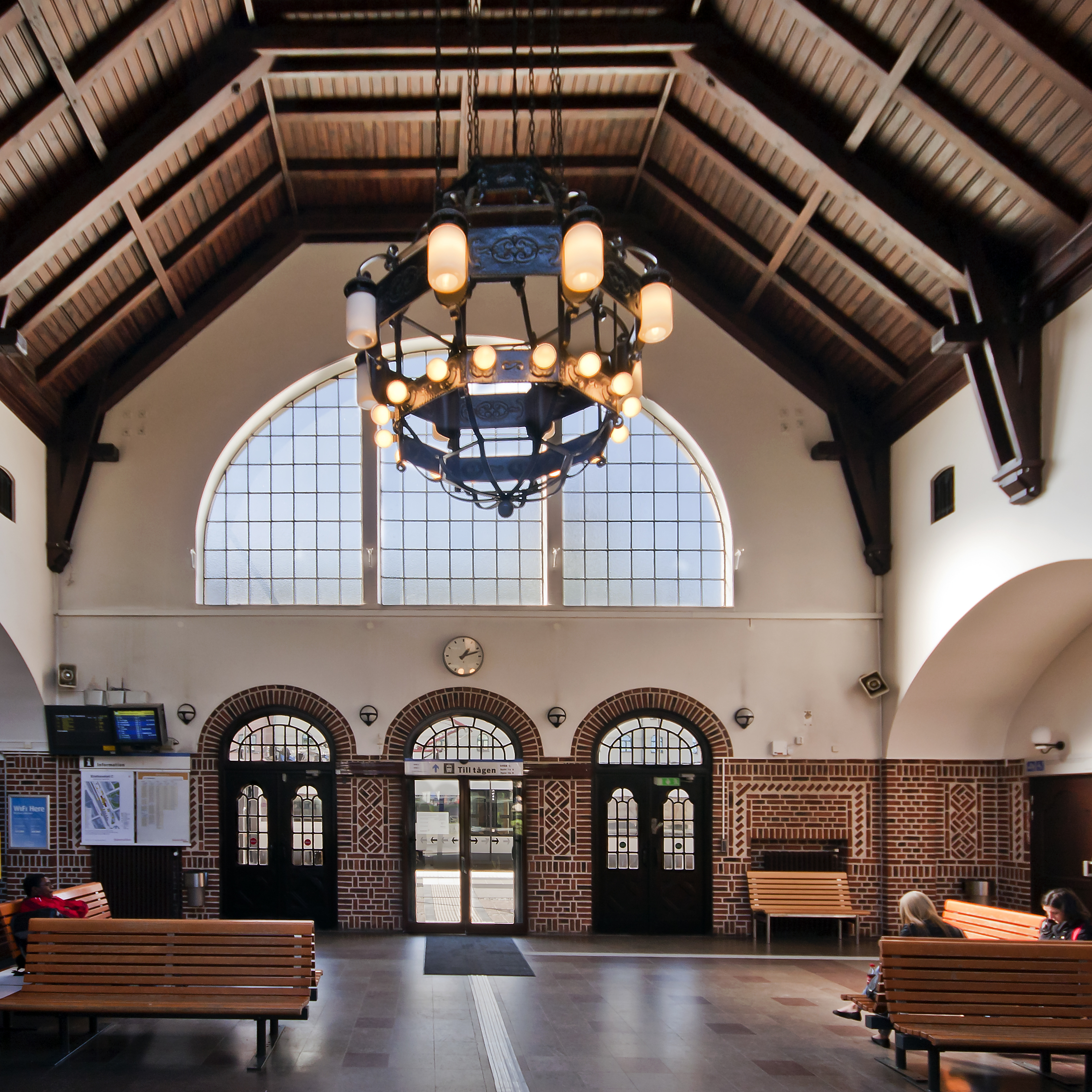
Station Kristianstad, interieur

## Bron
- Historiskt om Svenska Järnvägar
- Jarnvag.net